# Dunărea Mică, Mehedinți
Dunărea Mică este un sat în comuna Devesel din județul Mehedinți, Oltenia, România.